# Nordiske hunderacer
Nordiske hunderacer er en gruppe af nationale hunderacer, der oprindeligt er opstået i en eller flere af de fem nordiske lande: Danmark, herunder Færøerne og Grønland, Finland, herunder Åland, Island, Norge og Sverige, herunder Gotland.

## Om Nordens hunderacer
Hvert af de nordiske lande har en national kennel klub, et nationalt stambogsregister til registrering af hunderacer i hvert land. Nordisk Kennelunion (NKU) er et tværnationalt forum for samarbejde mellem de nordiske landes nationale kennel klubber, der arbejder man på at standardisere og forenkle spørgsmål, som berører alle medlemmer. Hvert enkelt land er også medlem af Fédération Cynologique Internationale (FCI).

### De første hunde
Man kan forestille sig, at både den såkaldte Varangerhunden (Canis lupus varangensis), og den såkaldte Tørvhund (Canis lupus palustris) har bidraget til de nutidige nordiske hunde. Fundet af Varangerhunden er dateret omkring 7000 år tilbage i tiden, og man kan konkludere, at hunde har eksisteret i Skandinavien meget længe. Om den første indvandret fra nord eller syd, er imidlertid et åbent spørgsmål. 
Udvalget af de nordiske hunderacer er uden undtagelse brugshundeorienteret, og i Finland, Norge og Sverige dominerer jagthunderacerne.

### Eksport af hunde
Mod slutningen af 700-tallet startede Vikingerne deres plyndringsfærder, både i øst, vest og syd. Plyndringstogterne tog sidst mere form som handelsfærder. De bragte både guld og sølv tilbage, og nogle gange endda også heste og andre nyttige ting, men det ser ud som om vikingerne var ikke specielt imponeret af de andre landes hunde. Der er faktisk få eller ingen spor af mere eksotiske hundetyper, at finde i Norden. Derimod kan det se ud til, at de nordiske spidsehunde kan have været en eksportvare i store dele af vikingetiden. På samme måde kan man forestille sig, at hundene i Norden i de første århundreder efter vikingetiden næppe havde nogen særlig udvikling.

### Import af hunde
Sandsynligvis har hundene i de nordiske lande i vid udstrækning bestået af spidsehunde indtil midten af 1700-tallet. Disse hunde har traditionelt været kombineret jagthunde, hyrdehunde, vagthunde, vogterhunde, slædehunde, især i de nordlige områder, havde samerne et behov for hunde med sådan en mangfoldighed.
Længere mod syd er hund nok tidligere blevet mere specialiserede til bestemte opgaver, selvom gårdhundetypen nok har været dominerende mange steder. Mange spidsehunde var fremragende til storvildtjagt. Indtil 1800-tallet, og i årtierne efter århundredeskiftet havde folk i de nordiske lande mere tid til overs, hvilket resulterede i et stigende antal nye racer.
Der var dårlige tider over store dele af Norden. Befolkningstilvæksten var større end den teknologiske udvikling i landbruget havde bæredygtighed til forsyne, hvilket i højgrad bidraget til den store udvandring til Nordamerika. Gårdene var ikke længere stor nok til at blive delt yderligere, hvilket resulterede i et stigende antal mennesker der sultede. Befolkningen var derfor mere bekymret for ekstra mad, og stigningen i hundehold kom i form af nye jagthunderacer, der blev avlet med hunde importeret fra Europa. Den dominerende type var drivende jagthund af støvertypen. Disse hunde var mere småvildtorienteret. Der er grund til at antage, at de første støvere kom til Norden, i 1400-tallet, men i de første 3-400 år var nok af disse udprægede jagthunde forbeholdt de adelige.

## Organisering af hunde
Den stigende interesse for hunde i Norden resulterede i øgede avls-og forædling af eksisterende hundetyper, som til sidst førte til det vi i dag kalder racerene hunde. Mod slutningen af 1800’tallet ført dette til dannelsen af de nationale stambogsregistrer i Danmark, Finland, Norge og Sverige. Island havde imidlertid ikke en tilsvarende udvikling på dette tidspunkt, sandsynligvis på grund af en kombination af lav befolkningsgrundlaget og manglende behov for jagthunde på øen. På Island var der i større grad brug for gode hyrdehunde.

### Danmark
Dansk Kennel Klub (DKK) blev stiftet i 1897 og er nationalt stambogsregister i Danmark. DKK er medlem af NKU og FCI.
- Broholmer
- Dansk spids (anerkendes kun af NKU)
- Dansk-Svensk Gårdhund
- Gammel dansk hønsehund
- Grønlandshund (Grønlands nationalhund)

### Finland
Suomen Kennelliitto-Finska Kennelklubben (SKFK) blev stiftet i 1889 og er nationalt stambogsregister i Finland. SKFK er medlem af NKU og FCI.
- Finsk lapphund (suomenlapinkoira)
- Finsk Spids (suomenpystykorva) (Finlands nationalhund)
- Finsk støver (suomenajokoira)
- Karelsk bjørnehund (karjalankarhukoira)
- Lapsk vallhund (lapinporokoïra)
- Seskarhund (anerkendes ikke)
- Tamaskan (anerkendes ikke)

### Island
Hundaræktarfélag Islands (HRFÍ) blev stiftet i 1969 og er nationalt stambogsregister på Island. HRFÍ er medlem af NKU og FCI.
- Islandsk fårehund (íslenskur fjárhundur) (Islands nationalhund)

### Norge
Norsk Kennel Klub (NKK) blev stiftet i 1898 og er nationalt stambogsregister i Norge. NKK er medlem af NKU og FCI.
- Dunker
- Greyster (anerkendes ikke)
- Haldenstøver
- Hygenhund
- Norsk buhund
- Norsk Elghund, Grå (Norges nationalhund)
- Norsk elghund sort
- Norsk lundehund

### Sverige
Svenska Kennelklubben (SKK) blev stiftet i 1889 og er nationalt stambogsregister i Sverige. SKK er medlem af NKU og FCI.
- Dansk-Svensk Gårdhund
- Drever
- Gotlandsstøver (anerkendes kun af NKU)
- Hamiltonstøver
- Hedehund (anerkendes ikke)
- Hälleforshund (anerkendes kun af NKU)
- Jämthund (Sveriges nationalhund)
- Norrbottenspids
- Schillerstøver
- Smålandsstøver
- Svensk hvit elghund (anerkendes kun af NKU)
- Svensk lapphund
- Västgötaspids

## Note
- Artiklen er delvis en oversættelse fra Wikipedia på Norsk (bokmål).